# Louis-Antoine de Noailles
Pour les articles homonymes, voir Louis de Noailles et Antoine de Noailles.
Pour les autres membres de la famille, voir Maison de Noailles.
Louis-Antoine de Noailles est un prélat français, né le 27 mai 1651 au château de Peynières à Cros-de-Montvert (Cantal) et mort le 4 mai 1729 à Paris. Évêque de Cahors puis de Châlons, il est ensuite archevêque de Paris de 1695 à 1729, créé cardinal en 1700.

## Biographie
Louis-Antoine de Noailles appartient à la maison de Noailles. Il est le deuxième fils d'Anne de Noailles (mort en 1678), 1er duc de Noailles, et de sa seconde femme, née Louise Boyer (1632-1697), dame d'atours de la reine Marie-Thérèse d'Autriche (1638-1683). Il étudie la théologie au collège du Plessis à Paris, où il a Fénelon pour condisciple et ami. Il obtient son doctorat en Sorbonne le 14 mars 1676.
Déjà pourvu de l'abbaye de l'Aubrac (diocèse de Rodez), il fut nommé évêque de Cahors en mars 1679, puis, sur l'ordre d'Innocent XI, accepta d'être nommé évêque-comte de Châlons-en-Champagne dès juin 1680. Il se montra un évêque soucieux de ses devoirs. Il confia son séminaire de théologie aux lazaristes et fonda un petit séminaire. En 1682, il participa à la fondation du couvent du Petit-Saint-Chaumont, rue de la Lune à Paris.
La régularité de sa conduite, les appuis de sa famille et la protection de Madame de Maintenon, conduisirent Louis XIV à le nommer archevêque de Paris le 19 août 1695. Il s'y montra tel qu'en lui-même, manquant de brillant mais pieux, actif et zélé. Simple de manières, il était aussi accessible aux pauvres qu'aux riches. En 1709, il vendit son argenterie pour soulager le peuple, accablé par la famine. Soucieux de la majesté des lieux de culte comme de la bonne conduite du clergé, il donna des sommes importantes pour améliorer la décoration de la cathédrale Notre-Dame et d'autres églises de son diocèse. Il rebâtit à ses frais le palais archiépiscopal. Il bénit la première pierre du nouveau grand autel de Notre-Dame, et il posa, le 7 septembre 1702, la première pierre de l'église Saint-Louis-en-l'Île.
Inspiré davantage par les coutumes de France que par les prescriptions du concile de Trente, il fit faire de nouvelles éditions du bréviaire, du missel et d'autres livres liturgiques en usage à Paris. Des décrets publiés à l'occasion de son accession (juin 1696), prescrivirent pour la première fois à ceux qui aspiraient à l'état ecclésiastique de résider plusieurs mois au séminaire avant leur ordination. Il organisa un synode diocésain en 1697 des conférences ecclésiastique dans tout son diocèse et des conférences hebdomadaires de théologie morale à Paris. Les prêtres étaient tenus à une retraite annuelle, et d'autres règles furent établies pour la bonne conduite des ecclésiastiques, le service divin, l'assistance aux malades et les écoles primaires. Il encouragea et aida des séminaires pour étudiants pauvres et fonda un hospice pour les prêtres pauvres, vieux ou infirmes (1696). Il consacra 48 évêques.
Il était encore évêque de Châlons lorsqu'il participa aux conférences qui se tinrent à Issy pour examiner les écrits de Madame Guyon. Il ne joua qu'un rôle secondaire mais parvint à faire entendre dans son intégralité la défense de l'accusée. Peu après, il entra dans la controverse avec Fénelon à propos de son traité des Maximes des Saints, qui fut condamné par les évêques de Meaux, de Chartres et par lui.
Il fut commandeur de l'ordre du Saint-Esprit le 1er janvier 1698. Le 22 janvier 1700, Innocent XII lui remit le chapeau de cardinal au titre de Santa Maria sopra Minerva.
Plusieurs mois plus tard, Noailles présida l'Assemblée générale du clergé de France qui eut une grande influence sur l'enseignement de la théologie morale en France. Il devint prieur de Navarre en 1704, recteur de la Sorbonne en 1710 et doyen honoraire de la faculté de droit.
Il condamna les cinq propositions de Jansenius, mais il se montra conciliant avec les jansénistes et s'opposa vivement à leurs adversaires, les jésuites. Peu après sa nomination à Paris, il avait approuvé les Réflexions morales du père Pasquier Quesnel (juin 1695), un oratorien déjà connu pour son attachement au jansénisme et qui devait devenir l'un des principaux chefs de ce parti. Cette approbation devait être à l'origine de nombreux ennuis pour le cardinal de Noailles.
Se croyant protégés par le nouvel archevêque de Paris, les jansénistes s'enhardirent à publier un ouvrage posthume de Barcos intitulé Exposition de la foi, explicitant la doctrine janséniste de la grâce, déjà condamnée par Rome. Noailles condamna l'ouvrage le 20 août 1696 dans la première partie d'une instruction dans laquelle, dans la seconde partie, il développait une théorie de la grâce et de la prédestination qui ressemblait de près à celle de l'ouvrage condamné. Personne ne fut satisfait : l'instruction déplut à la fois aux jansénistes et aux jésuites. Les premiers pointaient les contradictions d'un homme qui avait approuvé Quesnel et condamné de Barcos. Un pamphlet anonyme intitulé Problème ecclésiastique, mit en regard vingt-neuf propositions identiques approuvées dans l'ouvrage de Quesnel et condamnées dans celui de de Barcos. Le Parlement de Paris condamna le pamphlet au bûcher et, six mois plus tard (2 juin 1699), il fut mis à l'Index et proscrit par le Saint-Office.
Les controverses occasionnées par la publication du Cas de Conscience et des Réflexions morales de Quesnel impliquèrent Noailles en profondeur dans les querelles autour du jansénisme. En dépit d'injonctions répétées du Saint-Siège, le cardinal se refusa, pendant plusieurs années, à accepter la bulle Unigenitus. Cette attitude lui valut l'hostilité de Louis XIV qui lui interdit de paraître à la Cour.

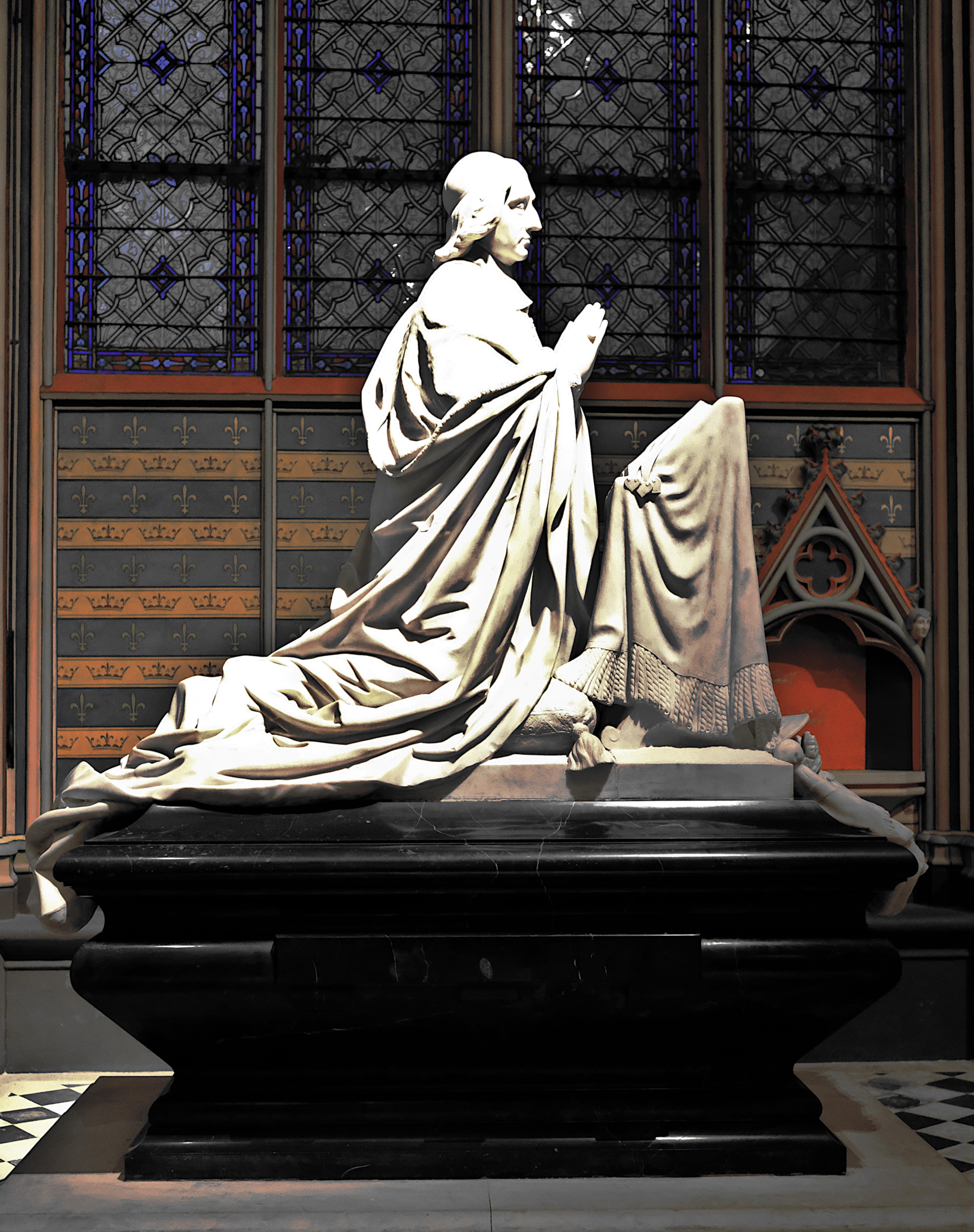
Notre-Dame-de-Paris (cénotaphe du cardinal Louis Antoine de Noailles) - Paris 4e.

En septembre 1715, le Régent, Philippe d'Orléans, le nomma président du conseil de Conscience, donnant une revanche éclatante au parti janséniste. Mais ce dernier ne tarda pas à être déçu par l'attitude du cardinal. Indécis, toujours hésitant, il ne se décida à appeler de la bulle (3 avril 1717) que poussé par des centaines de pétitions. Il conserva d'ailleurs son appel secret, ne le publiant que le 24 septembre 1718 après avoir démissionné du conseil de Conscience. Fin mars 1719, lorsque la duchesse de Berry, fille aînée du Régent, arrivée au terme d'une énième grossesse illégitime, subit un accouchement très laborieux au palais de Luxembourg, le cardinal de Noailles n'hésite pas à affronter le déplaisir du Régent, soutenant de son autorité le curé de Saint-Sulpice, Languet de Gergy, qui refuse d'administrer les sacrements à la jeune princesse. Le 2 avril, on délivre la parturiente d'une fille mort-née. La « féconde Berry » ne se rétablit pas de ses couches scandaleuses et meurt en juillet 1719. L'autopsie la révèle une fois de plus enceinte.
Le 13 mars 1720, le cardinal de Noailles adhéra au Corps de doctrine, sorte de compromis, et entreprit de tourner casaque. Sa famille, le cardinal Fleury, le principal collaborateur de celui-ci, Germain-Louis Chauvelin, et jusqu'au pape Benoît XIII, allièrent leurs efforts pour le convaincre. En définitive, dans une lettre au pape du 19 juillet 1728 et dans un mandement du 11 octobre 1728, il rétracta son acte d'appel et publia son acceptation inconditionnée de la bulle. Il rétracta ensuite divers de ses écrits qui pouvaient jeter un doute sur la sincérité de sa soumission. Il rétablit les jésuites dans les dispositions dont il les avait privés treize ans auparavant. Il mourut deux mois plus tard, âgé de 78 ans.
Son caractère faible et incertain l'avait conduit à offenser la terre entière : jésuites et jansénistes, pape et roi, partisans et adversaires de la bulle Unigenitus. Il manquait de discernement dans le choix de ses confidents. Il portait un grand nom et joua un rôle important à son époque mais manquait des qualités d'un grand évêque. C'était, dit le chancelier d'Aguesseau, un homme « accoutumé à se battre en fuyant » et qui, dans sa vie, avait fait « plus de belles retraites que de belles défenses ».
Ses écrits — ordonnances diocésaines, instructions paroissiales — sont réunis pour l'essentiel dans le Synodicon ecclesiæ Parisiensis (Paris, 1777).
Il est inhumé dans la cathédrale Notre-Dame de Paris.

## Succession apostolique
Louis-Antoine de Noailles a ordonné les évêques suivants :
- Évêque Jean-Hervé Bazan de Flamanville (1696)
- Évêque Joseph-Ignace de Foresta Collonge (1696)
- Évêque Gaston-Jean-Baptiste-Louis de Noailles (1696)
- Évêque Jean Soanen, C.O.I. (1696)
- Évêque David-Nicolas Bertier (1697)
- Évêque Ludovicus Quémeneur (1698)
- Évêque Antoine Girard de La Bornat (1698)
- Évêque Jean-François Salgues de Valderies de Lescure (1699)
- Cardinal André-Hercule de Fleury (1699)
- Évêque Vincent-François des Maretz (1702)
- Évêque Jean-Claude de La Poype de Vertrieu (1702)
- Archevêque François-Elie de Voyer de Paulmy d'Argenson (1703)
- Évêque Charles-Marin Labbé, M.E.P. (1704)
- Évêque François de Nettancourt d'Haussonville de Vaubecourt (1704)
- Évêque François Hébert (1704)
- Évêque Louis-Daniel-Gabriel de Pestel de Levis de Trubières de Caylus (1705)
- Évêque Louis Frétat de Boissieu (1705)
- Évêque François de Madot (1705)
- Évêque Jean de Catelan (1706)
- Évêque Michel Poncet de la Rivière (1706)
- Évêque François-Gaspard de La Mer de Matha (1707)
- Évêque François Gaspard de Grammont (1707)
- Évêque André Dreuilhet (1708)
- Évêque Ennemond Allemand de Montmartin (1708)
- Évêque Pierre de Baglion de la Salle de Saillant (1708)
- Évêque Bernard-François de Poudenx de Castillon (1708)
- Évêque Gatien de Galliczon (de) (1708)
- Évêque Henri-François-Xavier de Belzunce de Castelmoron (1710)
- Évêque Charles-François des Monstiers de Mérinville (1710)
- Évêque Dominique-Barnabé Turgot de Saint-Clair (1710)
- Évêque Jean Le Normand (1710)
- Évêque Charles-Alexandre Le Filleul de La Chapelle (1711)
- Évêque Jules-César Rousseau de La Parisière (1711)
- Évêque Charles-François d'Hallencourt de Dromesnil (1711)
- Évêque Henri-Augustin Le Pileur (1711)
- Évêque Antoine Fagon (1712)
- Évêque Christophe-Louis Turpin de Crissé de Sanzay (1712)
- Évêque Jean du Dousset (1712)
- Archevêque Louis-François-Gabriel de Hénin-Liétard (1713)
- Évêque François-Honoré de Beauvillier de Saint-Aignan (1713)
- Évêque Louis-Baltasar Phélypeaux d'Herbault (1713)
- Évêque François-Firmin Trudaine (1714)
- Évêque Jean-Armand de La Voue de Tourouvre (1718)
- Évêque Louis de Balzac d'Illiers d'Entragues (1718)
- Évêque Jacques-Bénigne Bossuet (1718)
- Archevêque Armand-Pierre de la Croix de Castries (1719)
- Évêque François-Armand de Lorraine d'Armagnac (1719)
- Évêque Anne-François-Guillaume du Cambout-Beçay (1719)
- Évêque Charles-Guillaume de Maupeou (1721)

## Iconographie
Un portrait du cardinal de Noailles assis, dû à un peintre non identifié, est exposé au musée Carnavalet (p. 2079).

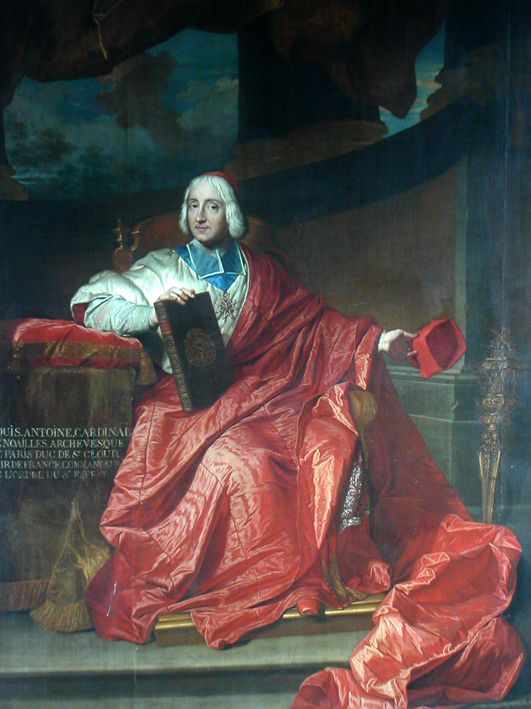
Portrait anonyme d'après Hyacinthe Rigaud. Collection particulière.
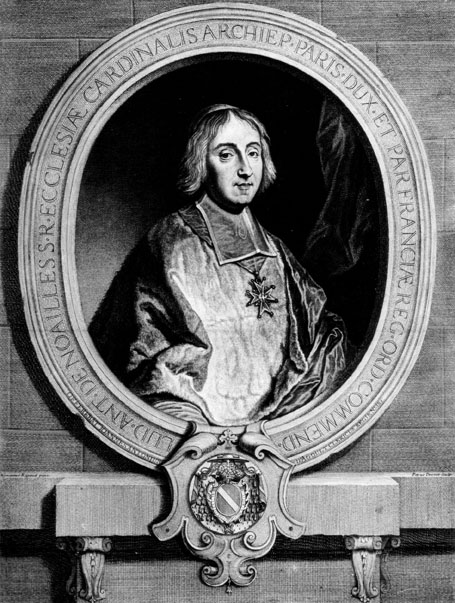
Gravure, d'après Hyacinthe Rigaud.
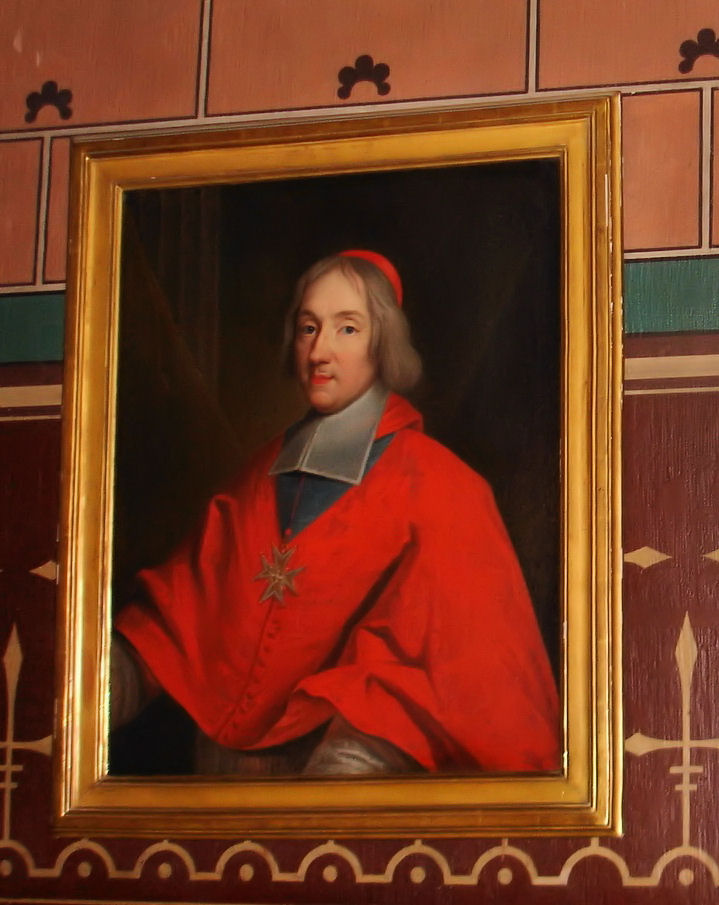
Portrait du cardinal à la cathédrale Notre-Dame de Paris.

## Armoiries
De gueules à une bande d'or.

### Sources et bibliographie
: document utilisé comme source pour la rédaction de cet article.
- Cet article repose à l'origine sur une traduction de l'article correspondant paru dans la Catholic Encyclopedia de 1911 (domaine public).  Les sources alors indiquées étaient les suivantes :
  - De Barthélémy, Le cardinal de Noailles, évêque de Châlons, archevêque de Paris : d'après sa correspondance inédite, 1651-1728, Paris : L. Techener, 1886 [lire en ligne] ;
  - Saint-Simon, Mémoires, ed. Boilisle, II Paris, 1879 ;
  - Villefore, Anecdotes ou Mémoires secrets, s.l., 1730 ;
  - Lafitau, Réfutation des Anecdotes, Aix, 1734 ;
  - Pigot, Mémoires pour servir à l'histoire ecclésiastique pendant le XVIIIe siècle, Paris, 1853, I, II ;
  - Guillon, Histoire générale de l'Église pendant le XVIIIe siècle, Besançon, 1823 ;
  - Le Roy, La France et Rome de 1700 à 1715, Paris, 1892 ;
  - Léon Crouslé, Fénelon et Bossuet, Paris, 1895 ;
- René Cerveau, Nécrologe des plus célèbres défenseurs et confesseurs de la vérité au 18e siècle contenant les principales circonstances de la vie et de la mort des personnes de l'un et de l'autre sexe, qui ont été recommandables par leur piété, leur science et attachement à la vérité, et surtout par les persécutions qu'elles ont essuyées au sujet du formulaire, et de la part des Jésuites, sans éditeur, 1760, partie 1, p. 132-134 [lire en ligne].
- Édouard de Barthélemy, Le cardinal de Noailles, évêque de Châlons, archevêque de Paris : d'après sa correspondance inédite, 1651-1728, Paris, Léon Techener, 1886, 159 p. (lire en ligne)
- [Fosseyeux 1913] Marcel Fosseyeux, « Le cardinal de Noailles et l'administration du diocèse de Paris (1695-1729) (1re partie) », Revue historique, t. 114,‎ septembre-décembre 1913, p. 261-284 (lire en ligne), (2e partie), t. 115, janvier-avril 1914, p. 34-54 (lire en ligne)
- Michel Popoff (préf. Hervé Pinoteau), Armorial de l'Ordre du Saint-Esprit : d'après l'œuvre du père Anselme et ses continuateurs, Paris, Le Léopard d'or, 1996, 204 p. (ISBN 2-86377-140-X).
- Jean de Viguerie, Histoire et dictionnaire du temps des Lumières. 1715-1789, Paris, Robert Laffont, coll. Bouquins, 2003  (ISBN 2-221-04810-5).
- [Andurand 2012] Olivier Andurand, « Fluctuat nec mergitur, les hésitations du cardinal de Noailles », CRMH Cahiers de Recherches Médiévales et Humanistes, no 24,‎ 2012, p. 267-298 (lire en ligne)